# Pierre Lemonnier

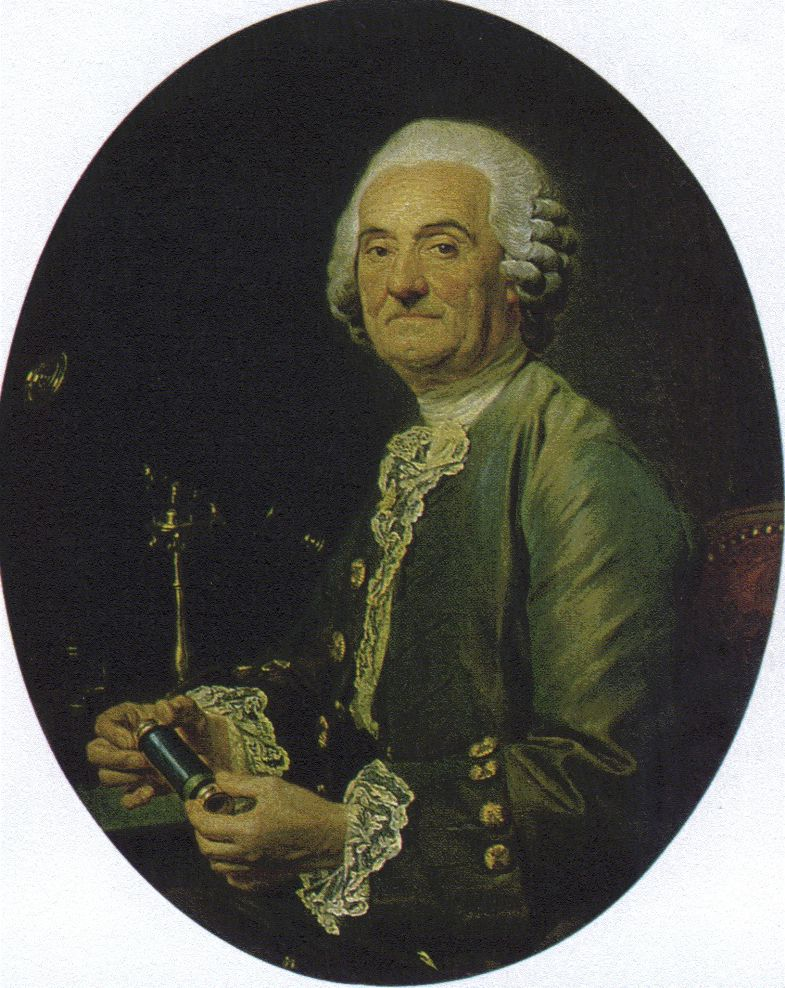
Pierre Lemonnier

Pierre Charles Lemonnier (lub Le Monnier; ur. 23 listopada 1715, zm. 31 maja 1799) – francuski astronom znany ze swoich 12 obserwacji Urana, których dokonywał w latach 1765–1769, przed zidentyfikowaniem tego ciała niebieskiego jako planety przez Williama Herschela w roku 1781. Autor m.in. prac: Histoire célesle (1741) i Théorie des cometes (1743). Na jego cześć jeden z kraterów na Księżycu został nazwany Le Monnier.
Był synem Pierre'a Lemonniera (1676–1757), także astronoma i filozofa.